# Kindra Creek
Kindra Creek är ett vattendrag i Australien. Det ligger i delstaten New South Wales, i den sydöstra delen av landet, omkring 360 kilometer väster om delstatshuvudstaden Sydney.
Trakten runt Kindra Creek består till största delen av jordbruksmark. Runt Kindra Creek är det mycket glesbefolkat, med 3 invånare per kvadratkilometer. Genomsnittlig årsnederbörd är 587 millimeter. Den regnigaste månaden är februari, med i genomsnitt 88 mm nederbörd, och den torraste är oktober, med 22 mm nederbörd.